# Знаменский, Владимир Иванович
Владимир Иванович Знаменский (1923—1992) — советский военный лётчик, Герой Советского Союза, участник Великой Отечественной войны, полковник авиации.

## Биография
В. И. Знаменский родился 16 октября 1923 года в Липецке. Учился в городском аэроклубе. В 1940 году поступил в Балашовскую военную школу пилотов, которую окончил в 1942 году и был направлен в действующую армию.
Во время Великой Отечественной войны командир звена 187-го гвардейского штурмового авиационного полка (12-я гвардейская штурмовая авиационная дивизия,  3-го гвардейского штурмового авиационного корпуса, 5-й воздушной армии, 2-го Украинского фронта) гвардии старший лейтенант В. И. Знаменский совершил свыше 130 боевых вылетов на разведку и штурмовку войск противника, нанеся врагу большой урон.
Участник Парада Победы.
После войны Знаменский продолжал служить в ВВС. В 1953 году окончил Военно-воздушную академию. С 1976 года — полковник запаса. 
Жил в Одессе. Умер 16 сентября 1992 года. Похоронен на Таировском кладбище.

## Память
- 26 апреля 1995 года именем Знаменского названа новая улица в Липецке (в посёлке Матырском).

## Награды
- За героизм и отвагу, проявленные в боях при разгроме Будапештской группировки врага, В. И. Знаменскому 15 мая 1945 года было присвоено звание Героя Советского Союза.
- Награжден орденом Ленина (15.05.1946), 2 орденами Красного Знамени (20.09.1943, 20.02.1945), 2 орденами Отечественной войны 1-й степени (05.09.1944, 11.03.1985), орденом Отечественной войны 2-й степени (01.04.1943), 3 орденами Красной Звезды (в том числе 16.02.1943, 30.12.1956[1]), медалями.